# Marele icosidodecaedru trunchiat
În geometrie marele icosidodecaedru trunchiat este un poliedru uniform neconvex, cu indicele U68. Are 62 de fețe (30 de pătrate, 20 de hexagoane și 12 decagrame), 180 de laturi și 120 de vârfuri. Având 62 de fețe este un hexecontadiedru. Un poliedru neconvex are fețe care se intersectează care nu reprezintă muchii sau fețe noi. Doar cele marcate cu sfere aurii sunt vârfuri, iar cele cu linii argintii sunt laturi.
Are simbolul Wythoff 2 3 5/3 | și diagrama Coxeter–Dynkin .

## Mărimi asociate

### Coordonate carteziene
Coordonatele carteziene ale vârfurilor unui mare icosidodecaedru trunchiat cu lungimea laturii 2φ centrat în origine, sunt toate permutările pare ale:
{\displaystyle \left(\,\pm \varphi ,\,\pm \varphi ,\,\pm (3-\varphi ^{-1})\,\right)}
{\displaystyle \left(\,\pm 2\varphi ,\,\pm \varphi ^{-1},\,\pm \varphi ^{-3}\,\right)}
{\displaystyle \left(\,\pm \varphi ,\,\pm \varphi ^{-2},\,\pm (1+3\varphi ^{-1})\,\right)}
{\displaystyle \left(\,\pm {\sqrt {5}},\,\pm 2\,\pm {\sqrt {5}}\varphi ^{-1}\,\right)}
{\displaystyle \left(\,\pm \varphi ^{-1},\,\pm 3\,\pm 2\varphi ^{-1}\,\right)}
unde {\displaystyle \varphi ={\frac {1+{\sqrt {5}}}{2}}} este secțiunea de aur.

### Raza sferei circumscrise
Raza sferei circumscrise pentru lungimea laturii a este:
{\displaystyle R={\frac {1}{2}}{\sqrt {31-12{\sqrt {5}}}}\,a\approx 1,020684\,a.}

### Volum
Următoarea formulă pentru volum V este stabilită pentru lungimea laturilor tuturor poligoanelor (care sunt regulate) a:
{\displaystyle V=\left(50{\sqrt {5}}-95\right)\,a^{3}\approx 16,803399~a^{3}.}

## Poliedre înrudite

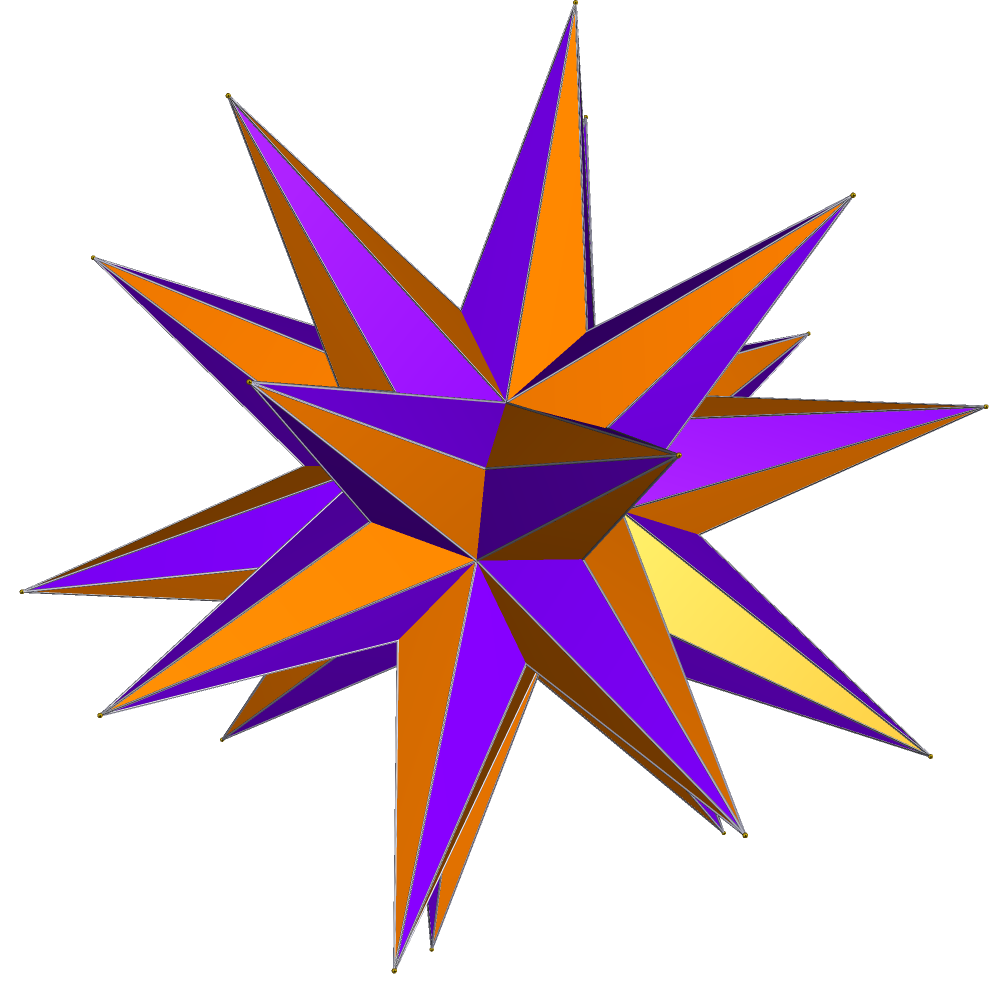
Dual: marele triacontaedru disdiakis

### Poliedru dual
Dualul său este marele triacontaedru disdiakis.